# Der Dreispitz (Ballett)
Der Dreispitz (spanisch El sombrero de tres picos, französisch Le Tricorne) ist ein Ballett von  Manuel de Falla. Die Choreographie schuf Léonide Massine. An der Musik hatte de Falla zwischen 1916 und 1919 gearbeitet, und dem Werk war zwei Jahre zuvor die mimische Farce El corregidor y la molinera, eine Tanzpantomime, vorausgegangen. Die Handlung entwarf Gregorio Martínez Sierra nach der gleichnamigen Novelle von Pedro Antonio de Alarcón. Die Uraufführung des Werkes fand am 22. Juli 1919 im Londoner Alhambra-Theater durch die Kompanie Ballets Russes von Sergej Diaghilew statt. Dirigent der Uraufführung war Ernest Ansermet. Den Vorhang, die Kostüme und das Bühnenbild lieferte Pablo Picasso. Ausführende waren Tamara Karsawina, Léonide Massine und Leon Woizikowsky.

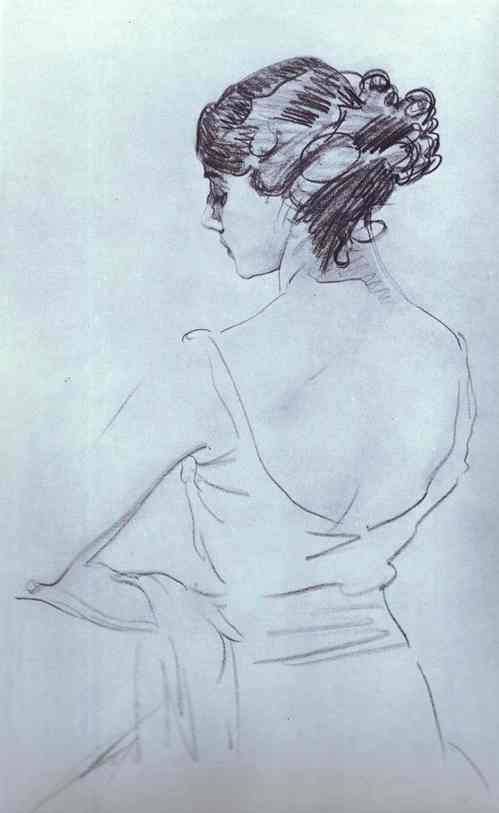
Die schöne Müllerin wurde 1919 von Tamara Karsawina getanzt. Porträt von 1909.

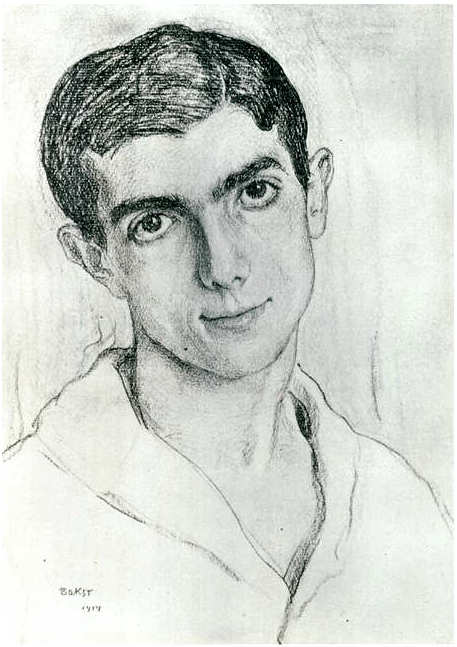
Tänzer des Müllers und Choreograph Léonide Massine. Porträt von Leon Bakst, 1914

## Musikalische Einordnung und Inhalt
Das Werk wurde von de Falla in seiner zweiten großen Schaffensperiode, die von 1914 bis 1920 währte, komponiert und weist einen starken Einfluss des spanischen folkloristischen Kolorits auf. In Zusammenarbeit mit Sergej Diaghilew, den de Falla in Paris kennengelernt hatte, wurde das Stück für die endgültige Aufführung noch einmal gründlich umgearbeitet.
Das Ballett handelt von einer schönen Müllerin, ihrem eifersüchtigen und schlauen Gatten sowie dem Corregidor, einem schon etwas älteren Provinzstatthalter, dessen Würde der Dreispitz verkörpert. Der Corregidor begehrt die schöne Frau, wird aber von ihr und ihrem Mann überlistet und bloßgestellt.

## Musikalische Einteilung des Werkes (Suite)
Das Ballet weist elf Sätze auf:

### Erster Akt
1. Introduccion y escena (Einführung und Szene). Eine kräftige Mezzospranstimme singt gleich zu Anfang den Text: Casadita, casadita, cierra con tranca la puerta. Que aunque el diablo esté dormido, a lo mejor se despierta! (Verriegelt in diesem Haus fest die Tür, zwar schläft der Teufel, aber vielleicht wacht er auf!)[5]
2. La tarde (Der Nachmittag)
3. Danza de la molinera (Fandango) (Tanz der Müllerin)
4. Las uvas (Die Weintrauben)

### Zweiter Akt
1. Danza de los vecinos (Seguidillas) (Tanz der Nachbarn)
2. Danza del molinero (Farruca) (Tanz des Müllers)
3. Allegretto
4. Las coplas del cuco (Gesang des Kuckucks). Die Mezzosopranstimme singt: Por la noche canta el cuco, Advirtiendo a los casados, que pongan bien los cerrojos, que el diablo está desvelado. Por la noche canta el cuco: Cucú… (In der Nacht singt der Kuckuck, als Warnung für die Verheirateten, schließt gut ab, denn der Teufel schläft nicht…)[6]
5. Danza del corregidor (Minué) (Tanz des Corregidors)
6. Allegro
7. Danza final (Jota) (Schlusstanz)

## Hörprobe
- Ballettmusik mit eingeblendeter Partitur mit dem  Orchestre de la Suisse Romande, Leitung: Ernest Ansermet, 1961